# 哈拉吐鲁克河
哈拉吐鲁克河也作哈日图热格河，位于中华人民共和国新疆维吾尔自治区博尔塔拉蒙古自治州博乐市西北部和温泉县东部的一条河流，是博尔塔拉河左岸支流，河名源自蒙古语意为“黑雕出没的地方”。发源于阿拉套山南坡，蜿蜒向南流，出山口处建有哈拉吐鲁克水库，余水在山口以下的冲积洪积扇中渗入地下，形成潜流，唯有洪水期间河水才可以注入博尔塔拉河。山口以下河道向南偏西，进入温泉县，经新疆生产建设兵团第五师八十七团团部，于哈日布呼镇查干阿热勒村以东转东南，最后于温泉县哈日布呼镇哈日乌苏村与博乐市小营盘镇查干洪夏尔村之间汇入博尔塔拉河。山口以上河长29千米，流域面积260平方千米，年均径流量约1.39亿立方米。哈拉吐鲁克河上游山区森林茂密，2004年11月升级为哈日图热格国家森林公园。